# Hummel-Moderholzschwebfliege
Die Hummel-Moderholzschwebfliege (Temnostoma bombylans) ist eine Fliege aus der Familie der Schwebfliegen (Syrphidae). Die Gattung Temnostoma verfügt über eine überzeugende Wespen Mimikry.

## Merkmale
Lange und schmale Art mit einer Körperlänge von 12–16 mm.
Die Art ist in Deutschland unverwechselbar.

## Vorkommen
Die Verbreitung ist paläarktisch, von Europa über Sibirien bis Japan. In Mitteleuropa ist sie im Gebirge sowie in der Ebene sehr häufig, dort auf Lichtungen und Bahntrassen. Die Fliege ist auch als Blütenbesucher an Johanniskräutern, Hahnenfuß, Gewöhnlicher Schneeball, Schwarzer Holunder oder Vogelbeere anzutreffen.
Sie fliegen von Mai bis Juni sowie auch im Juli in höheren Lagen.

## Lebensweise
Die Imagos zeigen ein starkes Territorialverhalten und jagen jedes größere Insekt, sowie Männchen der eigenen Art aus ihrer nächsten Nähe davon. Sie sitzen meistens auf Blättern in Bodennähe, können aber auch in ein paar Meter Höhe angetroffen werden.
Die saprophagen Larven sind von walzenförmiger Gestalt und an die Lebensweise in moderndem Holz angepasst, das mindestens sieben oder acht Jahre vorher gefällt wurde. Zum Zerraspeln von modernden Holz, dessen Mikroorganismen als Nahrung dienen, führen die Larven mit ihren ausgeprägten Muskeln des Mesothorax und Metathorax Vor- und Rückwärtsbewegungen aus, womit ihre mit Zähnchen besetzten Chitinplatten am Vorderende als „Reibplatten“ in Bewegung gesetzt werden. Sie beginnen meistens am unteren Ende eines Holzscheits kreisrunde Bohrgänge im rechten Winkel zur Maserung zu graben. Die Larven benötigen 2 Jahre für ihre Metamorphose zum Imago.